# Сражение при Тали — Ихантала
Сражение при Тали — Ихантала (25 июня — 9 июля 1944 года) — боевые действия между советскими и финскими войсками на Карельском перешейке в районе северо-восточнее Выборга, последовавшие сразу после занятия города частями Красной армии и являвшиеся фактическим продолжением Выборгской наступательной операции советских войск в ходе Великой Отечественной войны.
В советской и российской историографии названия не имеют. В финской историографии именуются Сражением при Тали — Ихантала (фин. Talin–Ihantalan taistelu). Используя выгодный для ведения оборонительных боёв рельеф местности и усилив обороняющиеся войска свежими дивизиями, переброшенными из Карелии, а также германскими частями, финская сторона сумела сдержать наступление советских войск. В ходе более чем двухнедельных наступательных действий советские войска, измотанные в предыдущих наступательных боях, продвинулись на 10—12 километров, после чего прекратили наступление и перешли к обороне.

## Наступление войскЛенинградского фронтанаКарельском перешейке, июнь 1944 г

### Выборгская операция
10 июня 1944 г. советские войска Ленинградского фронта начали наступление против финской армии на Карельском перешейке и за десять дней, нанеся тяжёлое поражение противнику, продвинулись вперёд на 90-100 километров. 20 июня 21-я армия захватила город Выборг и вышла силами 4 стрелковых корпусов на рубеж Выборгский залив — Таммисуо — район южнее Тали — Луккюля. Одновременно 6-й стрелковый корпус 23-й армии западнее реки Вуоксы вышел на линию Луккюля — Кянтюмя — Лапинлахти, а остальные силы армии — к вуоксинской водной системе от Вуосалми до Тайпеле.

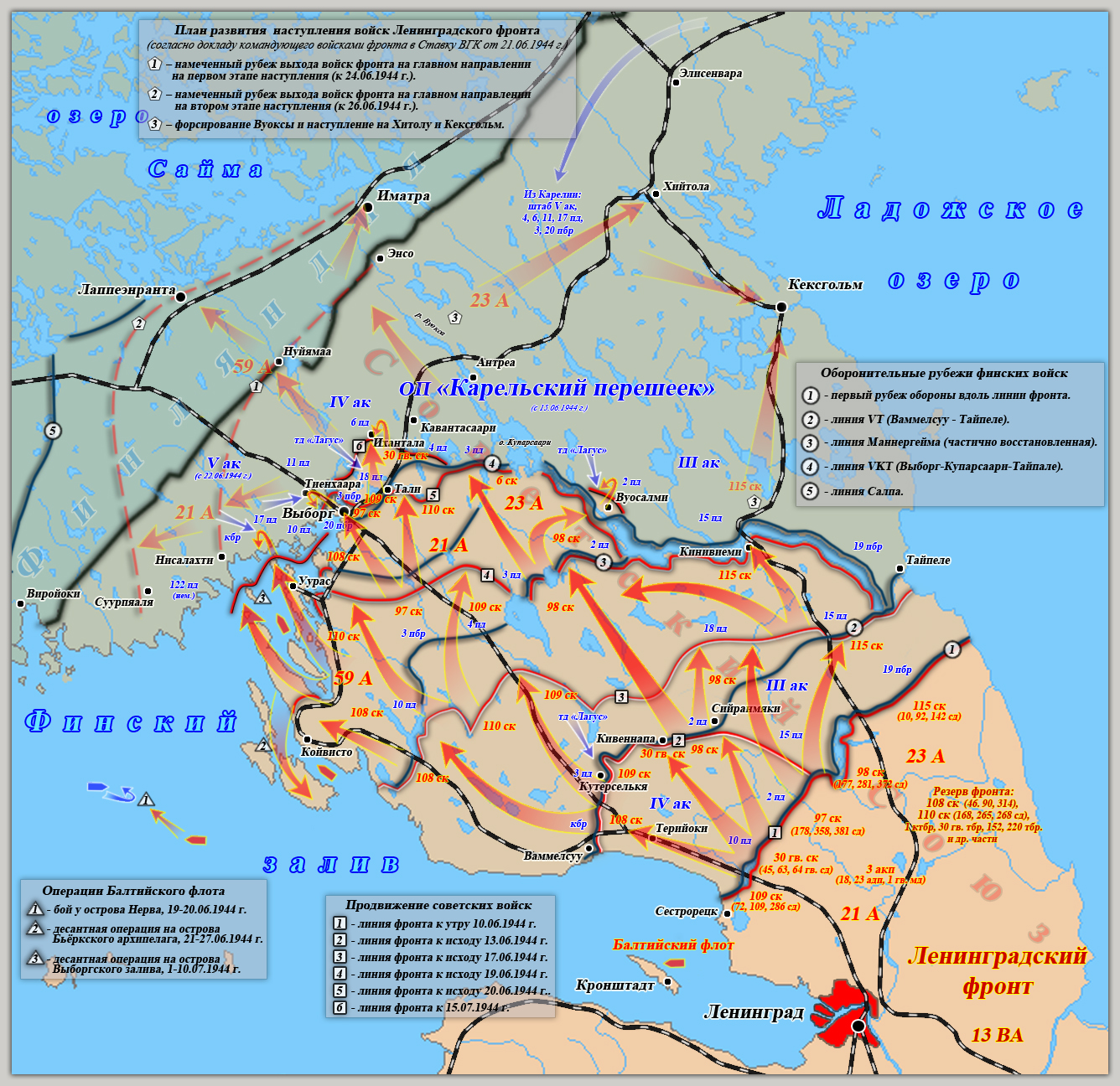
Наступление войск Ленинградского фронта на Карельском перешейке, июнь — июль 1944 г.

21 июня 1944 года Ставка ВГК своей директивой № 220119 уточнила задачи дальнейшего наступления. Войскам Ленинградского фронта было приказано к 26 — 28 июня главными силами овладеть рубежом Иматра — Лаппенранта — Виройоки, а частью сил наступать на Кексгольм и Элисенваару. В дальнейшим войскам фронта предписывалось главными силами овладеть рубежом Коувола — Котка и закрепиться на восточном берегу реки Кюмийоки. В тот же день командующий Ленинградским фронтом маршал Л. А. Говоров представил Ставке ВГК «план развития наступления на Карельском перешейке». Замысел операции предусматривал нанесение главного удара на Лаппенранту с последующим развёртыванием удара силами двух армий (21-я армия и часть сил 59-й армии) на запад с целью выхода ими на рубеж Лаппенранта — Су́урпяаля. Не позднее 24 июня на первом этапе наступления войска фронта должны были выйти к государственной границе на рубеже Энсо — Нуйямаа — Лайнэла — Нисалахти, а не позднее 26 июня, на втором этапе, овладеть рубежом Иматра — Лаппенранта — Су́урпяаля. Одновременно планировалось развивать наступление на восток силами 23-й армии, форсировать Вуоксу на участке Антреа — Энсо и в районе Кивиниеми, овладеть Кексгольмом и в дальнейшим развивать наступление на Хитолу.
На первом этапе общего наступления должны были быть задействованы 2 стрелковых корпуса 23-й армии и 3 стрелковых корпуса 21-й армии, а для выполнения последующих задач — 8 стрелковых корпусов 21-й, 23-й и 59-й армий. Военный Совет фронта запросил у Ставки ВГК значительные подкрепления: 2 стрелковых корпуса, одну штурмовую инженерно-сапёрную бригаду, 60 танков и САУ, а также значительное количество прочей военной техники и боеприпасов. На следующий день Ставка ВГК одобрила предложенный план, но выделить два дополнительных стрелковых корпуса отказалась, посчитав, что «фронт имеет достаточно сил и средств для выполнения поставленной задачи». Остальные затребованные средства было обещано предоставить по мере возможности.

Финская сторона посчитала такой ответ требованием безоговорочной капитуляции и отвергла предложение СССР. Помимо этого, на решение Финляндии продолжать войну повлияла позиция Германии. 22 июня в Хельсинки прибыл министр иностранных дел Германии И. фон Риббентроп, который заверил правительство Финляндии в том, что Германия окажет всю возможную помощь, если Финляндия продолжит войну. В противном случае немецкая сторона обещала немедленно прекратить экономическую и военную помощь Финляндии.

### Конечная цель советского наступления
В советской и российской историографии утверждается, что конечными целями всей Выборгско-Петрозаводской операции были освобождение от противника северной части Ленинградской области и Карело-Финской ССР, восстановление государственной границы с Финляндией 1940 г., а также создание благоприятных условий для последующих операций Красной армии в Прибалтике и на Крайнем Севере. Однако вопрос о том, должны ли были войска Ленинградского фронта продолжить наступление после овладения рубежами Иматра — Лаппенранта на севере и Коувола — Котка на западе (как было предписано Ставкой ВГК), и в настоящее время остаётся открытым.
Например, К. Г. Маннергейм в своих мемуарах утверждал, что финское руководство уже летом 1944 г. обладало информацией, полученной от союзников, о том, что «советское правительство решило… поглотить Финляндию», и даже «в том случае, если бы Финляндия осталась самостоятельной, существовала опасность оккупации всей страны или же большей её части». Хотя в официальной советской и российской историографии такие планы СССР никогда не подтверждались, в мемуарах некоторых военачальников имеются неоднозначные утверждения. Так, согласно воспоминаниям генерала армии С. Г. Штеменко, конечной целью наступления войск Ленинградского фронта было создание угрозы «вторжения советских войск в глубину Финляндии к основным политическим и экономическим центрам, в том числе Хельсинки». Примерно также в своих мемуарах обозначил конечную задачу советских войск и начальник штаба Ленинградского фронта М. М. Попов. Согласно другому мнению, переходом границы требовалось дать понять правительству Финляндии, что следует поспешить с принятием решения о выходе из войны, поскольку советские войска и далее могут продвигаться вперёд, если станет затягиваться заключение мира. Это мнение подтверждают мемуары маршала А. М. Василевского, согласно которым после выхода на рубеж Элисенваара — Иматра — Виройоки и освобождения при помощи Балтийского флота островов Выборгского залива, войска Ленинградского фронта должны были прочно закрепиться на Карельском перешейке и, перейдя там к обороне, затем сосредоточить основное внимание на освобождении Эстонии.
До сих пор не известны документы, которые бы свидетельствовали, что руководством СССР было принято политическое решение о завоевании Финляндии.

## Силы сторон
К 21 июня на направлении главного удара Ленинградского фронта на Карельском перешейке по-прежнему действовала 21-я армия генерал-полковника Д. Н. Гусева. Армия занимала участок фронта примерно в 30-35 километров от Выборгского залива до района южнее озера Носкуонселькя силами 12 дивизий 4 стрелковых корпусов (слева направо — 108-й, 110-й, 97-й и 109-й) при поддержке танковых, артиллерийских и инженерно-сапёрных частей и соединений и значительной части авиации 13-й воздушной армии. В оперативном резерве армии находились 3 стрелковые дивизии 30-го гвардейского корпуса. Всего ударная группировка Ленинградского фронта (включая часть сил 23-й армии генерал-лейтенанта А. И. Черепанова) на участке фронта от Выборга до реки Вуоксы насчитывала около 60 000 солдат и офицеров. Практически все стрелковые дивизии армии были измотаны в предыдущих боях и насчитывали от 4000 до 6500 солдат и офицеров в каждой.
На перешейке между Выборгским заливом и рекой Вуоксой советским войскам противостоял финский 4-й армейский корпус (командующий — генерал Т. Лаатикайнен), а после 20 июня и 5-й армейский корпус (командующий — генерал А. Свенсон), штаб которого был переброшен из Карелии. Первую линию обороны занимали 3-я, 4-я, 18-я пехотные дивизии, 3-я и 20-я пехотные бригады общей численностью примерно 50 000 человек. Помимо этого, у финского командования в резерве находились бронетанковая дивизия генерала Р. Лагуса (97 танков и САУ), а также 10-я пехотная дивизия и кавалерийская бригада. Все финские войска, действовавшие против Ленинградского фронта, были объединены в оперативную группу «Карельский перешеек» под командованием генерал-лейтенанта К. Л. Эша.
Поскольку финское командование считало Карельский перешеек главным театром военных действий, для усиления обороны на этом направлении сразу после начала наступления Ленинградского фронта 10 июня из Карелии началась переброска войск. Тем более, что Карельский фронт начал свою часть Выборгской-Петрозаводской операции только 21 июня. До 20 июня на Карельский перешеек прибыли 4-я пехотная дивизия, а также 3-я и 20-я пехотные бригады, а в период с 20 по 24 июня — управление 5-го армейского корпуса, 6-я, 11-я и 17-я пехотные дивизии, что позволило финнам значительно уплотнить свои боевые порядки.

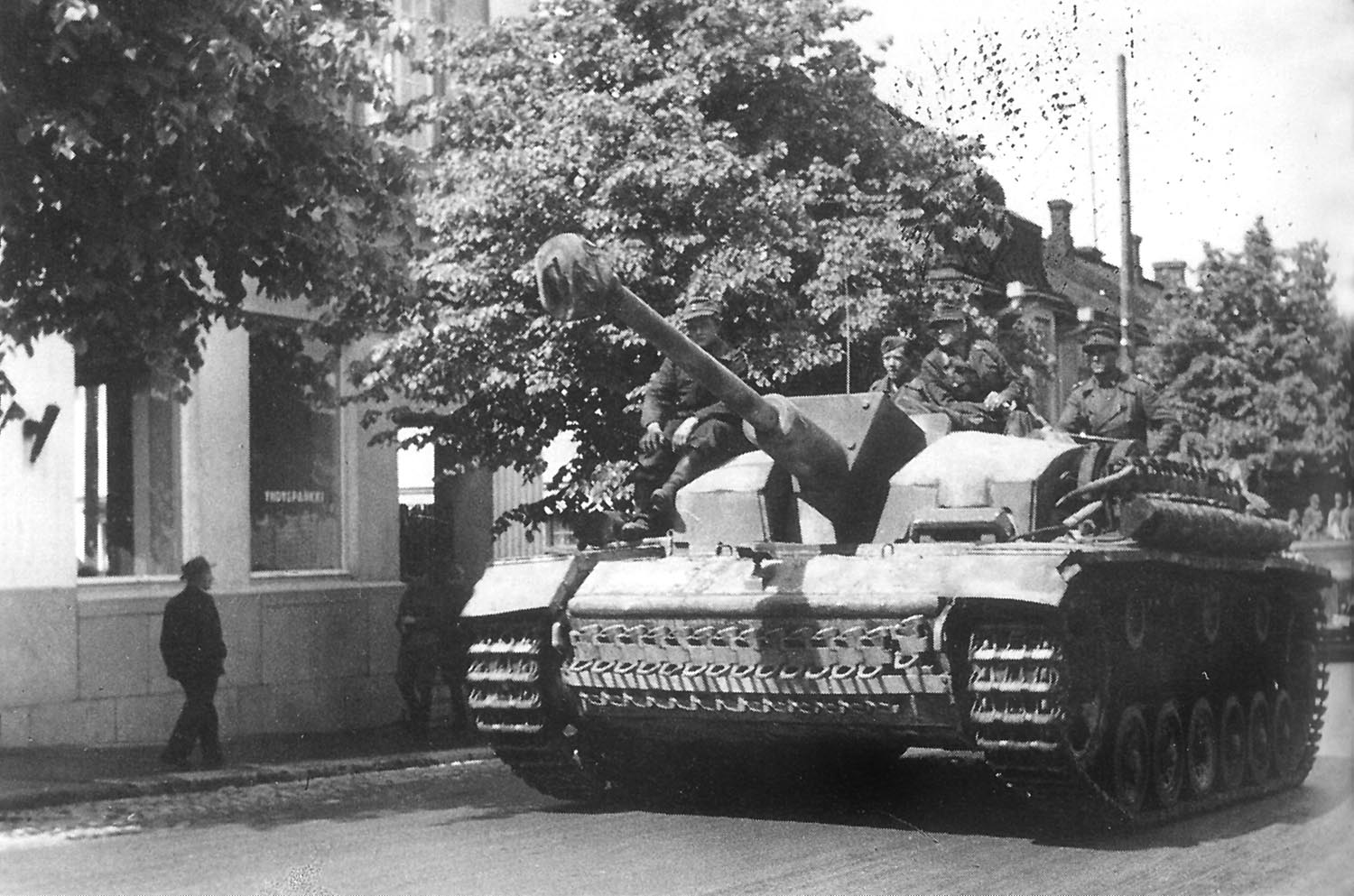
САУ StuG III из состава немецкой 303-й бригады штурмовых орудий в Лаппеэнранте. Июнь 1944 г. Фотография из архива Сил обороны Финляндии (SA-kuva)

Кроме того, выполняя просьбу руководства Финляндии, немецкое командование оказало союзнику значительную помощь. Уже 19 июня в Финляндию торпедными катерами было отправлено 9000 противотанковых гранатомётов «Панцерфауст», а тремя днями позже самолётами 5000 гранатомётов «Панцершрек». Применение этого новейшего оружия существенно усилило возможности финской пехоты в борьбе против советских танков. Кроме того, концу июня финские ВВС получили из Германии 39 истребителей Messerschmitt Bf.109G-6 и ещё 19 машин в июле. Помимо вооружения и боеприпасов, в Финляндию были в срочном порядке переброшены немецкие войска из состава оперативной группы «Нарва» и авиация из состава 1-го и 5-го воздушных флотов. Уже начиная с 20 июня на финском фронте действовала немецкая авиационная группа"Кульмей", названная по имени её командира, в составе 70 самолётов — около 40 пикирующих бомбардировщиков Junkers Ju 87 и около 30 истребителей, в основном истребителей — бомбардировщиков Focke-Wulf Fw 190. Вскоре, 20 июня в Финляндию прибыла 303-я бригада штурмовых орудий (12 StuH 42 и 30 StuG III ausf G), а 28 июня — 122-я пехотная дивизия.
Таким образом, соотношение сил после 20 июня значительно изменилось. Советские войска по-прежнему обладали над противником некоторым численным превосходством в живой силе и технике, но финские войска стали сильнее, чем в начале операции и, в отличиe от периода десятидневной давности, ожидали советского наступления, закрепившись на хорошо подготовленном рубеже обороны — линии VKT. Строительство этого рубежа началось только в ноябре 1943 года и к лету 1944 года ещё не было полностью завершено. Однако, заняв уже готовые оборонительные сооружения, а также опираясь на благоприятный для обороны рельеф местности, финские войска были готовы отразить новое советское наступление.

## Ход боевых действий

### Наступление советских войск северо-западнее и северо-восточнее Выборга, 21-24 июня
Падение Выборга было горьким ударом для боевого духа финских войск. Хотя большая часть финской армии продолжала стойко сражаться, сохранив присутствие духа, в некоторых частях заметно увеличились случаи дезертирства и проявления трусости. Так, отступление частей финской 20-й пехотной бригады из Выборга превратилось в бегство, в результате чего была поставлена под угрозу оборона побережья пролива Кивисиллансалми (между Выборгским заливом и бухтой Суоменведенпохья) и посёлка Тиенхаара, через который проходили дороги из Выборга на Лаппеенранту и Хамину. Вечером 20 июня только небольшой отряд в 100 человек занимал оборону на этом рубеже, а автомобильный и железнодорожный мосты через пролив Кивисиллансалми были целы. Однако советские войска, взяв Выборг, не предприняли попытку сходу развить наступление и захватить плацдарм на северо-западном побережье Выборгского залива. Это дало возможность финскому командованию провести перегруппировку и в срочном порядке в район Тиенхаара направить подразделения 10-й и 17-й пехотной дивизий, а также часть сил бронетанковой дивизии. Для восстановления порядка и воинской дисциплины в частях 20-й пехотной бригады были использованы самые суровые меры. С 22 июня участок фронта от Нисалахти до Юустила перешёл в подчинение штаба 5-го армейского корпуса (10-я, 17-я пехотные дивизии, 20-я пехотная и кавалерийская бригады).

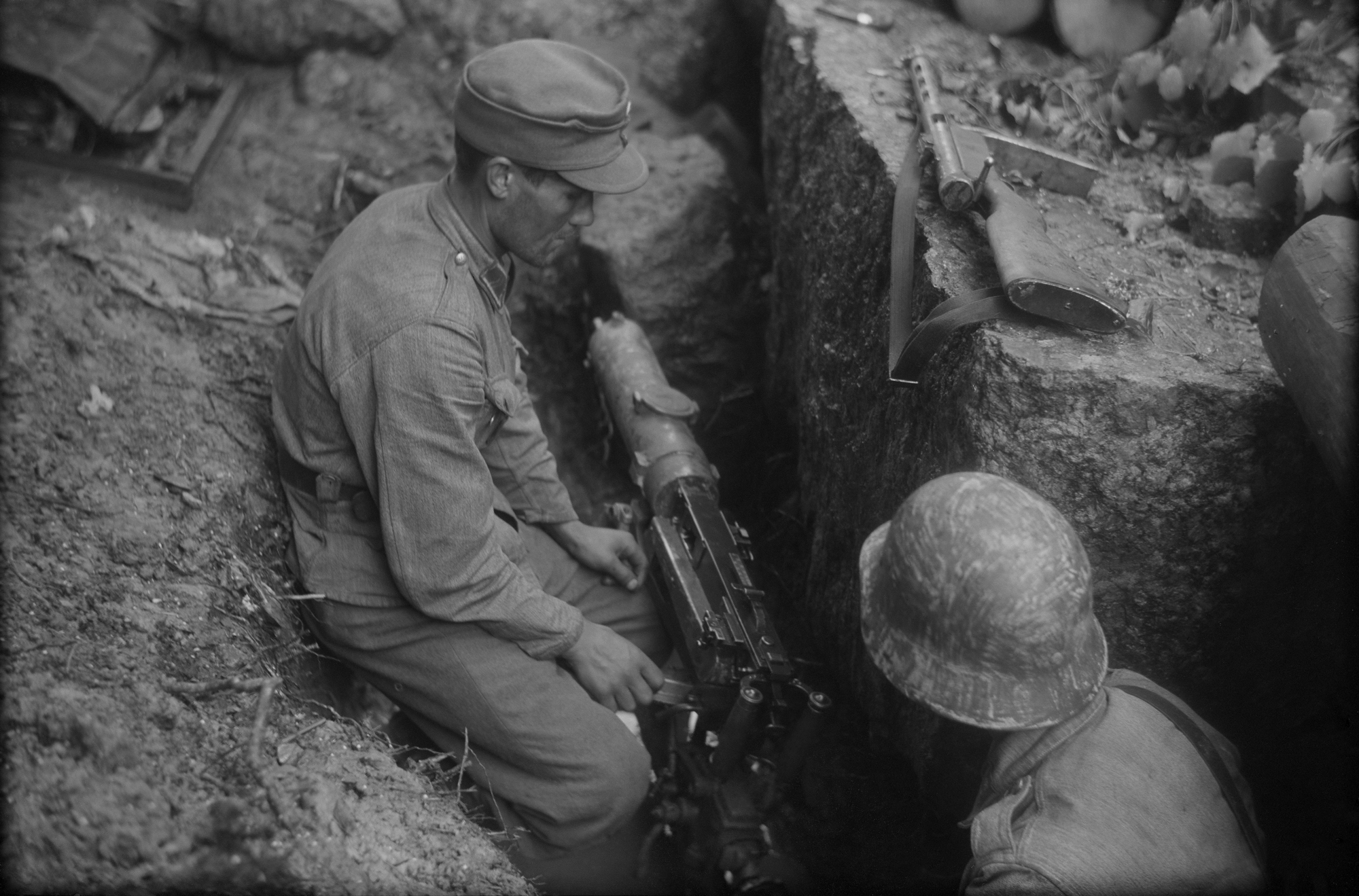
Финские пулемётчики, район Тиенхаары, 25 июня 1944 г. Фотография из архива Сил обороны Финляндии (SA-kuva)

Вечером 21 июня советские войска провели разведку боем. К этому моменту финны организовали прочную оборону вдоль северного берега Кивисиллансалми и взорвали оба моста через пролив. На следующий день части советских 372-й и 90-й стрелковых дивизий предприняли крупномасштабную попытку форсировать пролив с островов Линнасаари и Сорвали, но потерпели неудачу. 23 июня советские войска ещё несколько раз пытались форсировать водную преграду и закрепиться на противоположном берегу, но финские войска отразили все атаки. По финским данным советские потери за три дня превысили 2000 человек (см. Сражение при Тиенхаара). В последующие дни интенсивность боёв в этом районе значительно снизилась — основные усилия 21-й армии были сосредоточены на наступлении северо-восточнее Выборга, где 21-24 июня также развернулись ожесточённые бои.
Северо-восточнее Выборга действовали части трёх стрелковых корпусов 21-й армии. Противостоявшие им финские войска, используя выгодный для обороны рельеф местности, оказывали ожесточённое сопротивление, и советское наступление развивалось уже не столь стремительно. Так, за несколько дней боёв 178-я и 358-я стрелковые дивизии из состава 97-го стрелкового корпуса генерала-майора М. М. Бусарова при поддержке 152-й танковой бригады на участке фронта от бухты Суоменведенпохья до озера Кярстилянярви оттеснили части финской 3-й пехотной бригады и сумели продвинуться вперёд примерно на 5 километров. 21 июня были захвачены посёлок и железнодорожная станция Таммисуо. В тот же день были взяты сильные узлы обороны противника — высота 38,0 (Мустамяки) и мыза Хапаниеми.
В бою за станцию Таммисуо совершил подвиг экипаж танка ИС-2 из состава 26-го гвардейского тяжёлого танкового полка прорыва старшего лейтенанта А. Г. Харлова. Прорвавшись далеко вперёд и оказавшись в глубине вражеской обороны, танк был подбит, но экипаж не покинул боевую машину и семь часов вёл бой в полном окружении. Только после того, как были израсходованы все боеприпасы, противнику удалось уничтожить экипаж. Всем четырём членам экипажа посмертно было присвоено звание Героев Советского Союза.
Одновременно 72-я и 286-я стрелковые дивизии 109-го корпуса генерал-лейтенанта И. П. Алфёрова, действовавшие чуть правее частей 97-го стрелкового корпуса, прорвали оборону финской 18-й пехотной дивизии в районе посёлка Манниккала, продвинулись вперёд на 2-3 километра и овладели посёлком и железнодорожной станцией Тали.

### Наступление советских войск из района Тали, 25-30 июня.

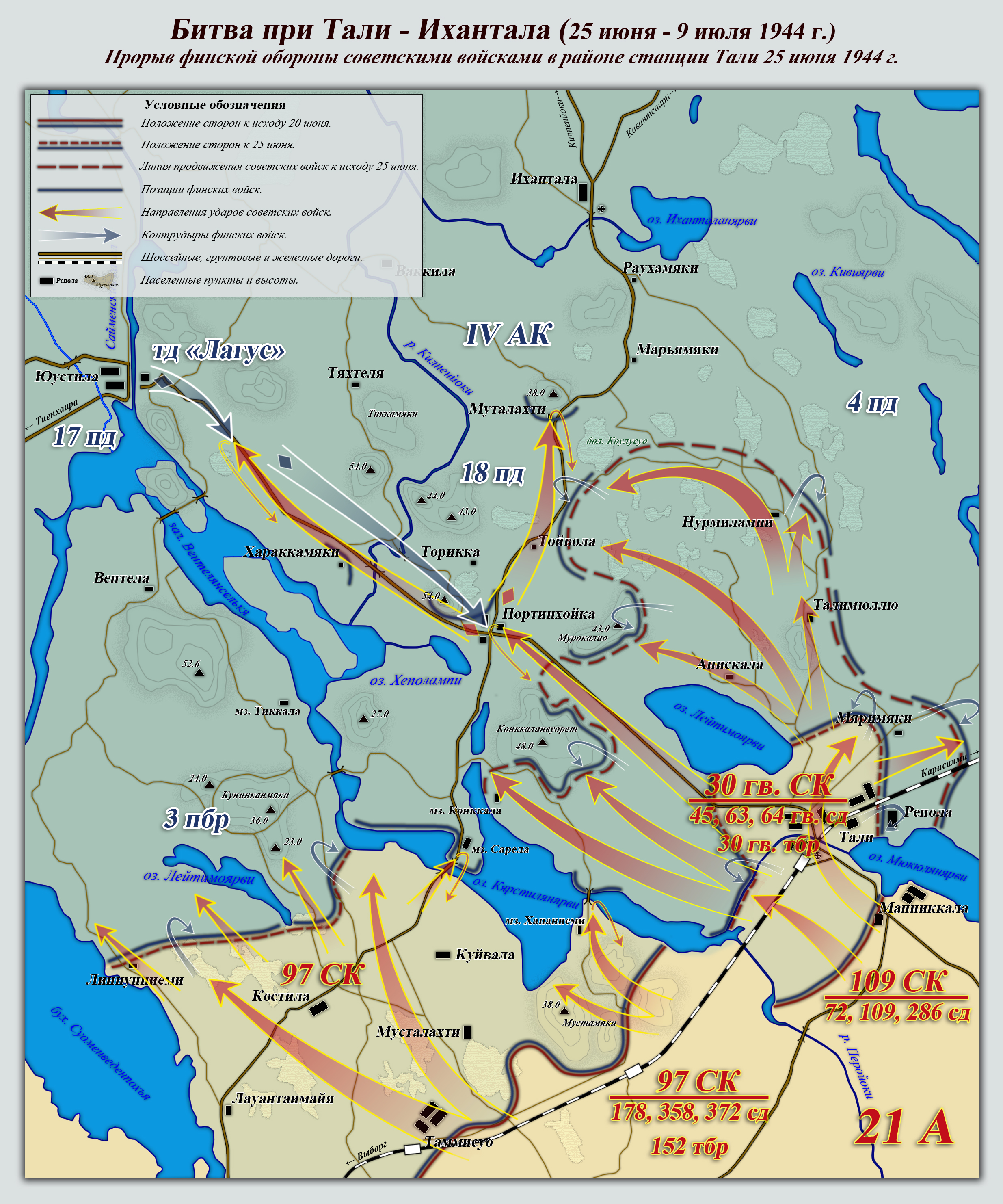
Сражение при Тали — Ихантала. Прорыв обороны противника советскими войсками в районе станции Тали 25 июня 1944 г.

В ходе боёв 21-24 июня был выявлен участок местности шириной около 10 километров севернее Тали, относительно пригодный для массированного использования танков. Именно здесь советское командование приняло решение нанести главный удар на следующем этапе наступления, для чего из резерва был выдвинут 30-й гвардейский стрелковый корпус генерал-лейтенанта Н. П. Симоняка. На направлении главного удара советских войск оборону занимала финская 18-я пехотная дивизия, чуть левее, северо-восточнее Тали — части 4-й пехотной дивизии, а на правом фланге, между Суоменведенпохья и озером Карстилянярви — 3-я пехотная бригада.
Утром 25 июня 1944 года, после массированной артиллерийской подготовки, дивизии 30-го гвардейского и 109-го стрелковых корпусов, а также часть сил 110-го корпуса А. С. Грязнова, действовавшего на правом фланге ударной группировки, перешли в наступление. Основной удар был нанесён по обоим берегам озера Лейтимоярви на северо-запад в направлении на Конккала — Юустила и на север в направлении на Нурмилампи — Ихантала. За первый день наступления советские войска взломали оборону противника и, преодолевая упорное сопротивление противника, продвинулись вперёд на 5-7 километров. Так, северо-западнее озера Лейтимоярви части 45-й гвардейской стрелковой дивизии вместе с приданными ей 27-м отдельным тяжёлым танковым полком и 394-м гвардейским самоходно-артиллерийским полком прорвали оборону противника и стали развивать наступление вдоль дороги Тали — Портинхойка. Однако финская пехота, отступив, сумела закрепиться на высотах Конккаланвуорет и Мурокалио, расположенным по обеим сторонам от дороги, и связать боем советскую пехоту. В этой ситуации танковые части продолжили наступление самостоятельно без поддержки пехоты. Взяв Портинхойку, танкисты продолжили развивать наступление в сторону посёлка Юустила, расположенного на берегу Сайменского канала. Одновременно, части двух корпусов, наступавшие севернее озера Лейтимоярви, также прорвали оборону противника и, продвинувшись вперёд примерно на 5-6 километров, достигли дороги Портинхойка — Ихантала. На правом фланге наступления восточнее Тали советские войска сумели несколько потеснить части финской 4-й пехотной дивизии и овладеть мощным опорным пунктом противника посёлком Репола.

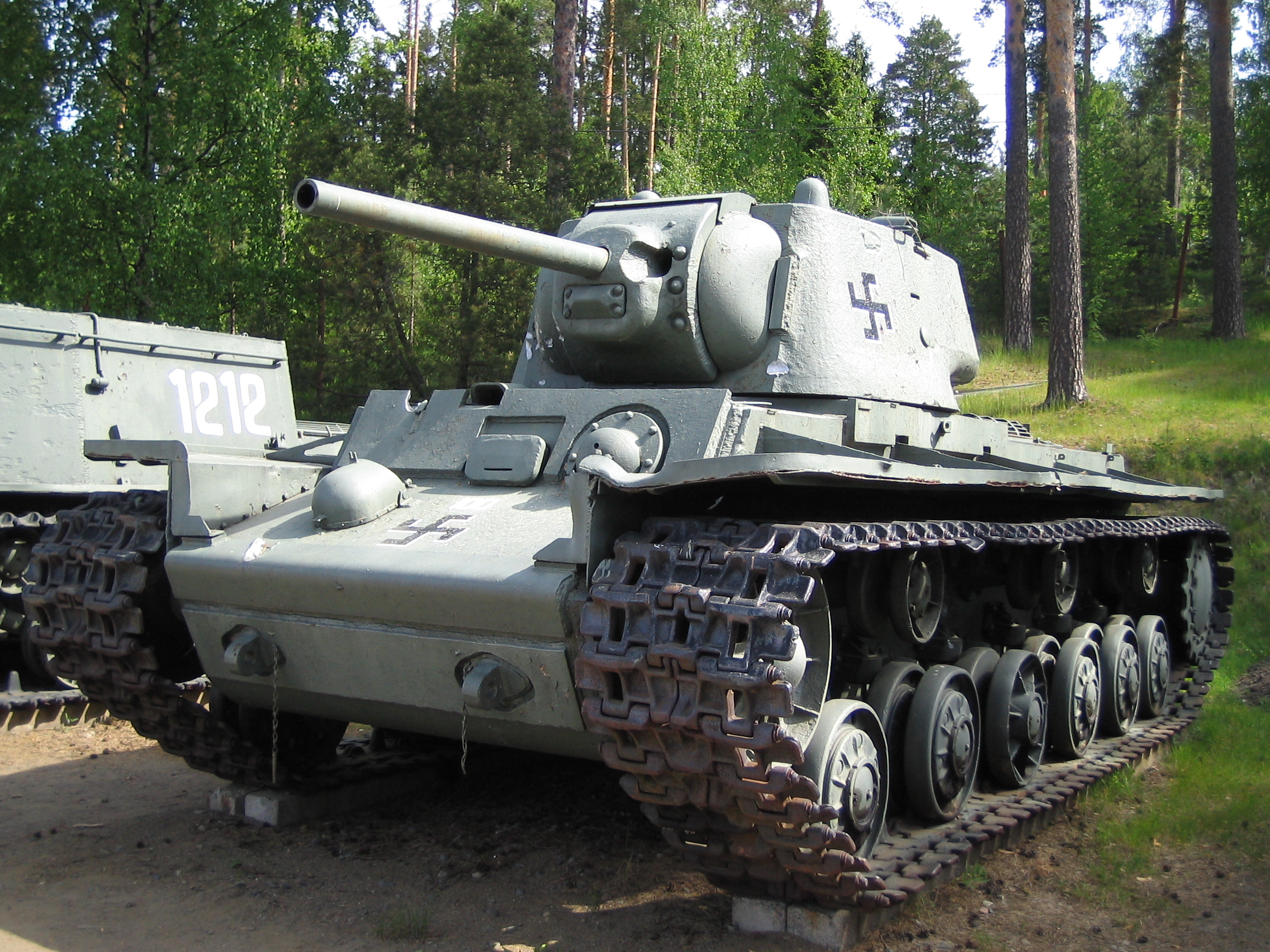
Финский тяжёлый танк КВ-1, в составе 1-го танкового батальона танковой дивизии, участвовавший 25 июня 1944 г. в бою у Портинхойки. Финский танковый музей, г. Парола

Продолжались бои и на перешейке между бухтой Суоменведенпохья и озером Карстилянярви. Здесь части 97-го стрелкового корпуса за несколько дней наступления сумели продвинуться вперёд на 2-3 километра и овладели несколькими опорными пунктами противника. Так, 178-я стрелковая дивизия 26 июня после ожесточённого боя заняла высоту 23,0, где находилось три железобетонных дота, а затем овладела сильно укреплённой высотой Кунинканмяки. Однако попытки частей дивизии форсировать залив Вентелянселькя в районе населённого пункта Саарела и выйти в район Портинхойки с юго-запада успеха не имели.

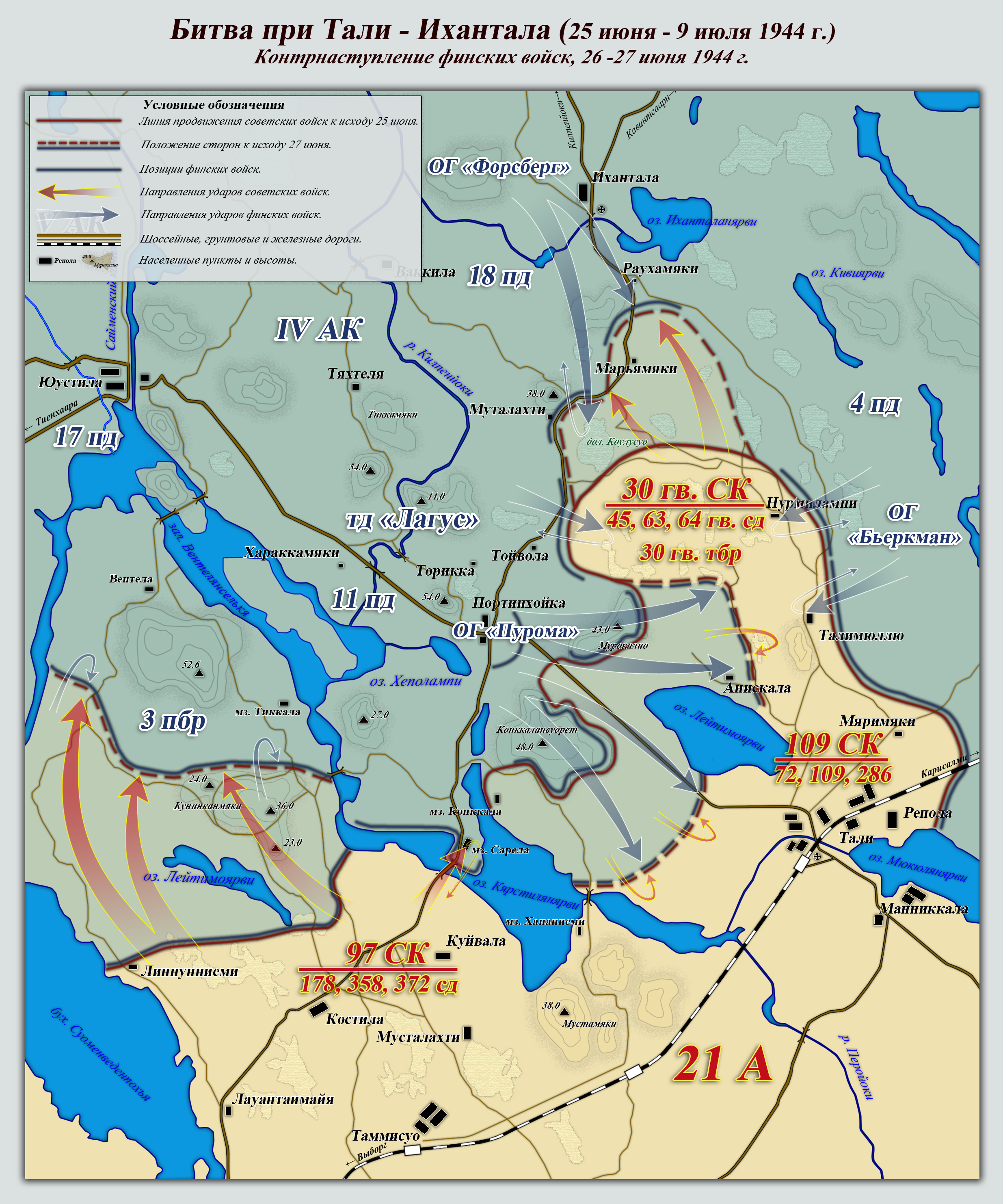
Сражение при Тали — Ихантала. Контрнаступление финских войск. 26-27 июня 1944 г.

Финское командование оперативно отреагировало на советское наступление. Ещё 22-23 июня началось выдвижение бронетанковой дивизии в район Портинхойка — Тали. К 25 июня основные силы бронетанковой дивизии, а также немецкая 303-я бригада штурмовых орудий и часть сил 17-й пехотной дивизии были сосредоточены в районе боевых действий и с ходу перешли в контрнаступление. Так, недалеко от Юустила частями бронетанковой дивизии были атакованы 27-й отдельный тяжёлый танковый и 394-й гвардейский самоходно-артиллерийский полк, прорвавшиеся далеко вперёд. В результате боя было подбито 18 советских танков и 5 самоходно-артиллерийских установок. Развивая успех, вечером финны выбили советские части из Портинхойки.
Если в районе Портинхойки продвижение советских войск удалось приостановить, а к 26 июня даже отбросить на исходные позиции, то севернее озера Лейтимоярви части 30-го гвардейского и 109-го стрелковых корпусов в основном удержали завоёванные позиции. Учитывая это, 26 июня командующий финской бронетанковой дивизией генерал Р. Лагус принял решение нанести контрудар и окружить выдвинувшуюся вперёд советскую группировку. Для осуществления задуманного были образованы боевые группы, получивших обозначение по фамилиям командиров, которые должны были согласованно наступать с разных сторон. С запада из района Портинхойки наносила удар оперативная группа «Пурома», с востока из района Нурмилампи — группа «Бьёркман», а с севера из района Иханталы — группа «Форсберг». В состав групп вошли различные части 4-й и 18-й пехотных дивизий, а также части бронетанковой дивизии и немецкая 303-я бригада штурмовых орудий, которым отводилась главная роль в предстоящей операции.
Перейдя в наступление, финские войска первоначально добились некоторого успеха, но затем встретили организованное сопротивление советских частей и были вынуждены отступить с большими потерями. Несмотря на то, что контрудар не достиг поставленной цели, финские войска сумели затормозить советское наступление и выиграть время, что позволило прибыть в район боевых действий и укрепить оборону 6-й и 11-й пехотным дивизиям, переброшенным из Карелии.

На дороге из Анискалы в Талимюллю, по которой вчера свободно шли автомашины, полностью уничтожен обоз в 25 бричек с боеприпасами, ехавший на передовую. Трескотня автоматов ближе и ближе. Заняли оборону вокруг блиндажа. Во все гранаты ввернуты запалы. Вставать в рост нельзя — на метр от земли все время свистят пули. Окружен и почти полностью уничтожен противотанковый дивизион, стоящий в 800—900 метрах от нас. Из уцелевшей пушки ведут огонь командир взвода и один красноармеец. Командир взвода тяжело ранен, но корректирует по радио огонь наших миномётчиков. Красноармеец отбивается гранатами от нападающих финнов… Финны не просто просочились, а по всему левому флангу продвинулись на 1,5-2 километра вперед, воспользовавшись тем, что все наши основные силы вели бой впереди, за шоссе… К исходу третьего дня, в сумерки (ночи нет) два батальона пехоты, миномётчики и артиллеристы с громким «ура!» рванули вперед по лесу и через час восстановили положение.— Из фронтового дневника академика Н. Н. Иноземцева, ветерана 106-й гаубично-артиллерийской бригады.

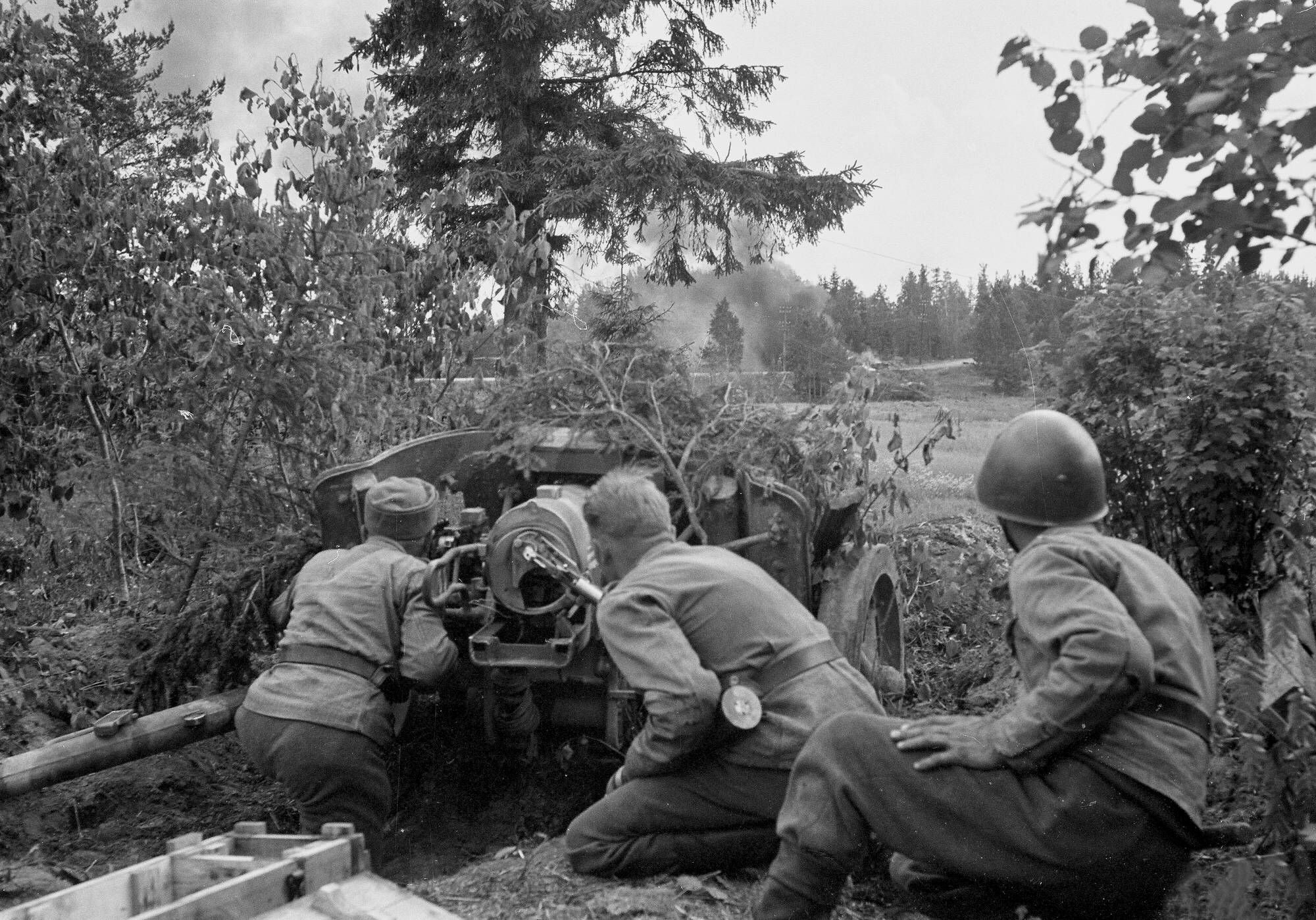
Расчёт финского противотанкового орудия Pak 97/38 ведёт огонь по советским танкам, 30 июня 1944 г., район Ихантала. Фотография из архива Сил обороны Финляндии (SA-kuva)

Сложившаяся обстановка заставила командование 21-й армии выдвинуть из второго эшелона 46-ю стрелковую дивизию в полосу наступления 97-го корпуса. 26 июня этой дивизии была поставлена задача повторно форсировать залив Вентелянселькя недалеко от слияния с озером Кярстилянярви в районе населённого пункта Саарела и тем самым выйти во фланг и тыл группировке противника в районе Портинхойки. Учитывая предыдущую неудачную попытку 178-й стрелковой дивизии, на подготовку операции был выделен один день. Перейдя в атаку 28 июня, 46-я стрелковая дивизия при поддержке приданных ей 1237-го самоходно-артиллерийского, 1235-го артиллерийского и 594-го миномётного полков успешно форсировала залив и захватила плацдарм на восточном берегу шириной три километра. К концу дня дивизия овладела перекрёстком шоссейных дорог и населённым пунктом Портинхойка, выйдя в тыл контратакующим финским войскам. Попытки противника отбить Портинхойку успеха не имели.
Теперь финские войска сами оказались под угрозой окружения, что вынудило командующего оперативной группой «Карельский перешеек» К. Л. Эша отдать приказ об отступлении на линию Ваккила — Ихантала — Коккоселькя — Носккуонселькя. 28-29 июня финские войска, оказывая ожесточённое сопротивление, хоть и отступили под натиском советских войск на 2-3 километра, но не допустили прорыва своей обороны. К 30 июня части 108-го стрелкового корпуса продвинулись вдоль дороги Портинхойка — Юустила до района Харакамяки, овладев опорными пунктами противника Торикка и Вляхове. Одновременно действовавшие правее части 30-го гвардейского стрелкового корпуса вышли на рубеж Ваккила — Ихантала, а части 110-го стрелкового корпуса потеснили 4-ю финскую пехотную дивизию и овладели опорными пунктами противника Мякеля, Карисалми, Няатяля.
Таким образом, к 30 июня войска 21-й армии продвинулись вперёд на 8-10 километров, овладели рядом опорных пунктов противника, прорвали, но не смогли полностью преодолеть оборону противника.

### Бои в районе Иханталы, 1-10 июля 1944 г.

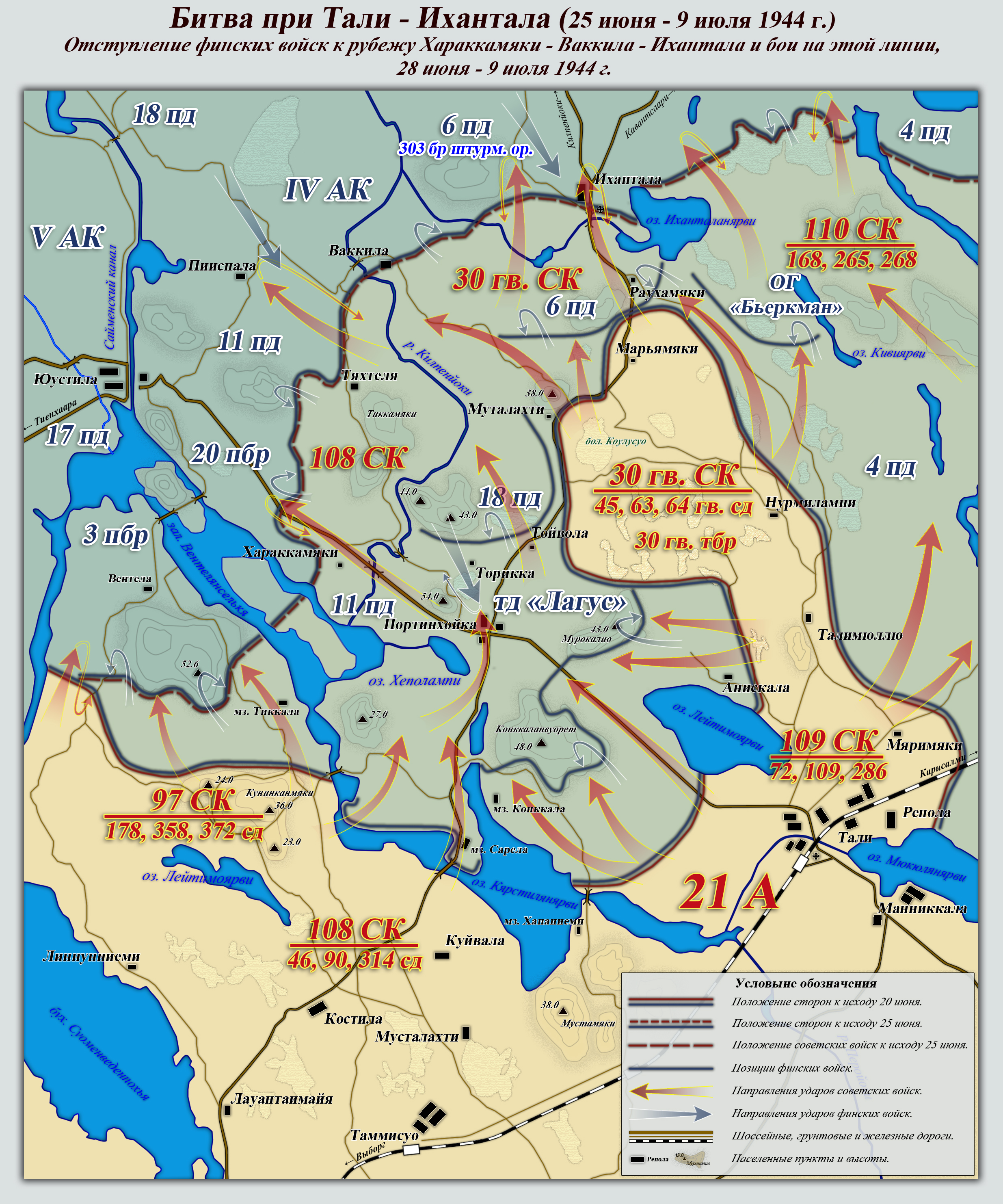
Сражение при Тали — Ихантала. Отступление финских войск к линии Хараккамяки — Ваккила — Ихантала и бои на этом рубеже. 28 июня — 9 июля 1944 г.

В начале июля ожесточённые бои северо-восточнее Выборга продолжились. Значительно уплотнив свои боевые порядки на направлении главного удара 21-й армии, финские войска отразили все атаки и сумели удержать свои позиции. Важную роль в отражении советских атак сыграли эффективные действия финских артиллерии и авиации. Несколько раз радиоразведка перехватывала переговоры между советскими частями, что позволяло определить время и место предстоящей атаки и нанести артиллерийские и авиа удары по сосредоточившимся для атаки советским частям. Как следствие атаки советских частей успеха не имели.

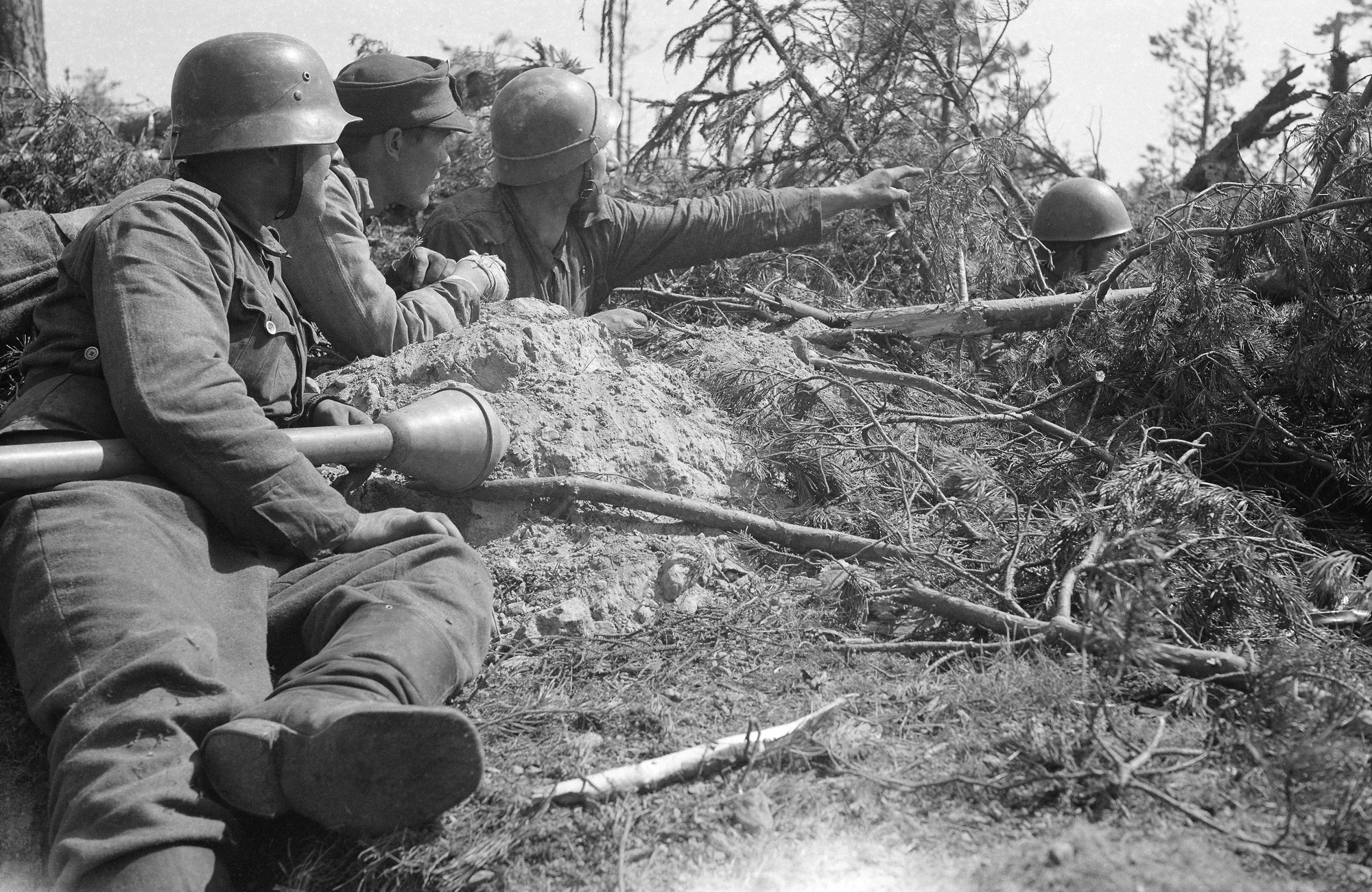
Финские солдаты 12-го пехотного полка 6-й пехотной дивизии на позициях, 7 июля 1944 г., район Ихантала. Фотография из архива Сил обороны Финляндии (SA-kuva)

Особенно ожесточённые бои развернулись в районе посёлка Ихантала, через который проходила дорога Выборг — Портинхойка — Ки́лпеенйоки и далее на Энсо и к государственной границе. В районе Иханталы занимали оборону части финской 6-й пехотной дивизии, поддержку которым оказывали большая артиллерийская группировка, а также батальон штурмовых орудий финской бронетанковой дивизии и несколько самоходок из немецкой 303-й бригады. Понёсшая большие потери в предыдущих боях 18-я пехотная дивизия была отведена в тыл.
Ещё в последних числах июня передовой отряд 63-й гвардейской стрелковой дивизии и одна рота танков Т-34 30-й гвардейской танковой бригады вышли в район Иханталы и сходу форсировали речку, вдоль которой проходил рубеж обороны противника. Однако развить наступление с захваченного плацдарма не удалось. Финские войска постоянно контратаковали, а огонь артиллерии уничтожил переправы. С подходом основных сил 30-го гвардейского корпуса бои приняли ещё более ожесточённый характер, но полностью взломать оборону противника на этом рубеже советским войскам так и не удалось. Так, в ночь на 2 июля была взята Ихантала, но вскоре финны контратакой восстановили положение. 3 июля после артподготовки части 30-го гвардейского корпуса изготовились к атаке, но попали под массированный огонь финской артиллерии ещё в местах сосредоточения и понесли значительные потери. Как следствие, атака существенного успеха не имела — удалось несколько потеснить противника и овладеть высотой Пюёрякангас. Однако в вечеру финны контратакой восстановили положение и отбили обратно важную высоту.
Наступающая советская пехота несла большие потери от огня финской артиллерии, которая в некоторые дни буквально «не давала поднять головы». Небольшие группы финских артиллерийских разведчиков просачивались в тыл советских войск и корректировали по радио огонь своих батарей.

Доставили пленного на наблюдательный пункт, начали допрашивать. При нём была обнаружена карта нашего района. Позиции наши были там нанесены, наблюдательный пункт наш был отмечен и стояли три точки, нанесённые красным карандашом. Мы предположили, что эти три точки — это финский дивизион. Как раз по расстоянию, по дальности, по многим данным подходит, и оттуда огонь вели — мы уже знали по направлению. Это был действительно корректировщик, корректировал огонь артиллерии. Обрадовавшись, доложили начальнику артиллерии дивизии, что наконец-то нашли причину, по которой нам голову поднять не дают. Начальник артиллерии разрешил нам подавить эти батареи.— Из воспоминаний ветерана 63-й гвардейской стрелковой дивизии Н. С. Мясоедова.
Вечером 3 июля части 30-го гвардейского корпуса были отведены в тыл с передовой. Хотя боевые действия продолжались ещё некоторое время, это фактически означало окончание активной фазы советского наступления. Ни в районе Иханталы, ни на других участках в районах Тахтелы и Ваккилы, где также предпринимались неоднократные атаки, прорвать финскую оборону так и не удалось. К середине июля положение сторон между Выборгским заливом и Вуоксой окончательно стабилизировалось по рубежу бухта Суоменведенпохья (примерно у высоты 43) — Ихантала — Карисалми — южный берег озера Носкуонселькя — Репола (севернее оз. Макаровское).

### Боевые действия авиации

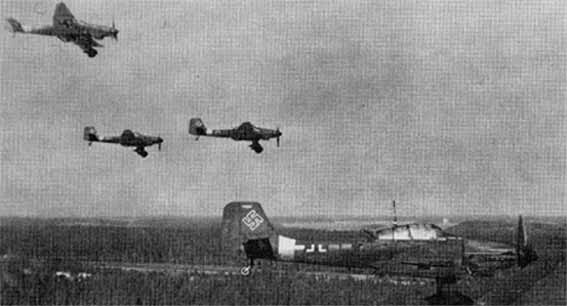
Немецкие пикирующие бомбардировщики Ju 87D-5 возвращаются с боевого задания на Карельском перешейке. Район аэродрома Иммола, конец июня 1944 года

К началу наступления на Карельском перешейке советские ВВС имели значительное преимущество над противником. Для участия в операции из состава 13-й воздушной армии, 2-го гвардейского Ленинградского истребительного авиакорпуса ПВО и ВВС Балтийского флота было выделено 957 самолётов. При этом по данным советской разведки все ВВС Финляндии насчитывали только 175 боевых машин. Используя значительное численное превосходство, советская авиация с самого начала наступления прочно захватила господство, что во многом обеспечило прорыв нескольких рубежей обороны противника. Такое развитие событий вынудило финское командование обратиться к Германии с просьбой о срочной помощи и уже 16 июня на аэродром в Иммоле стали прибывать самолёты группы «Кульмей» и уже 20 июня немецкие самолёты приняли участие в воздушных боях над Выборгом.

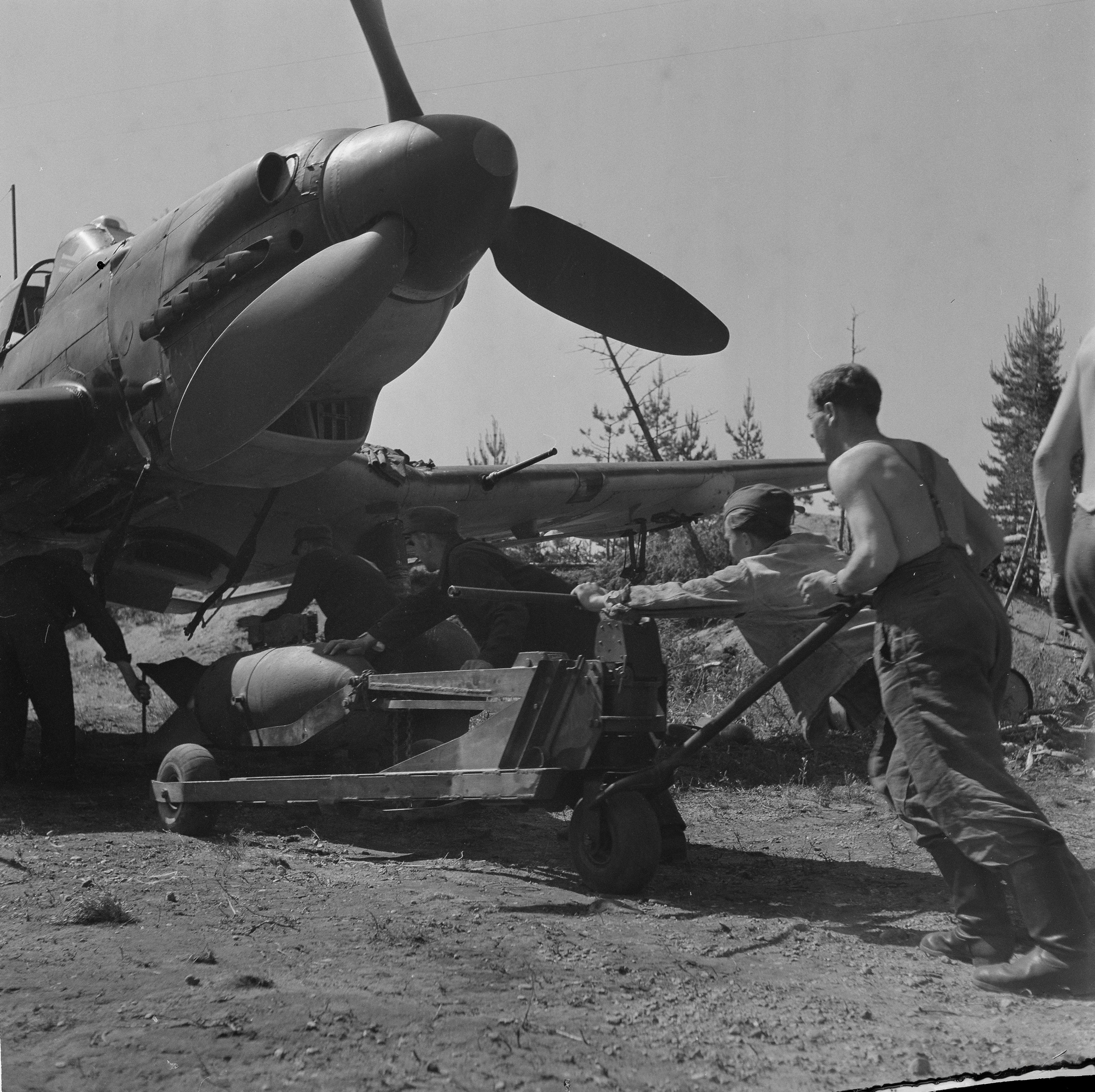
Загрузка 500-килограммовой бомбы в пикирующий бомбардировщик «Stuka», аэродром Иммола, 25 июня 1944 г. Фотография из архива Сил обороны Финляндии (SA-kuva)

После 20 июня финские ВВС, получив значительную поддержку со стороны Германии, стали более активно противодействовать советской авиации. Если в первые дни боёв финские истребители охотились главным образом за отдельными отставшими самолётами, то теперь они стремились создать на пути групп советских бомбардировщиков и штурмовиков воздушные заслоны из 10—12 истребителей, строя расчёт на внезапность нападения. Как следствие потери советской авиации значительно возросли. Так, по документам 13-й воздушной армии 20-21 июня советские ВВС потеряли 42 самолёта. Причём финские данные о потерях советской авиации ещё более внушительные. Например, лётчики финских 24-й и 34-й истребительных эскадрилий заявили только 20 июня о 51 победе.
Начиная с 22 июня основные усилия финской авиации были сосредоточены на районе станции Тали. В отражении советского наступления на этом участке фронта были задействованы практически все имеющиеся самолёты, находившиеся на юге Финляндии. Так, 22-23 июня бомбардировщики 4-го авиаполка ВВС Финляндии совершили несколько вылетов группами до 19 самолётов, а пикирующие бомбардировщики Ju-87 из состава авиагруппы «Кульмей» совершили около 100 самолётовылетов. Основными целями финской и немецкой авиации были артиллерийские позиции, а также танковые и автомобильные колонны наступающих советских войск.

Знаменитая переправа в Тали — «чертов мост». Вряд ли кто-либо из тех, кто хоть раз побывал на ней в дни боев, забудет её и через 10-15 лет. Дефиле двух озёр. Железная дорога и церковь, служащие прекрасными ориентирами. На Север наши части продвинулись на 8-10 километров, а на флангах — финны и немцы в 1,5-2 километрах от переправы. Оба озера под контролем финских снайперов. По переправам (их две на участке 800 метров) непрерывно бьют тяжелая артиллерия и миномёты… В воздухе 24 «Фокке-Вульфа». Идут на большой высоте, затем стремительно несутся в пике. Ожесточенный лай зениток. Один из хищников врезается в землю. Разбит трактор. Танк, идущий сзади, тараном сбивает его с дороги. Наскоро перевязывают раненых, на убитых не обращают внимания, их черед придет позднее. Движение ускоряется — вслед за «Вульфами» «должны прийти» «Юнкерсы», немцы ведь пунктуальны во всем. Через 10-12 минут воздух наполняется ровным гулом — четким строем идет 30 машин. Это бросают пятисотки, чередуя их с сотками. Переправа разбита. — Из фронового дневника академика Н. Н. Иноземцева, ветерана 106-й гаубично-артиллерийской бригады.
Учитывая возросшую активность авиации противника, командование 13-й воздушной армии приняло решение нанести 2 июля бомбардировочно-штурмовые удары по финским аэродромам в Лаппенранте и Иммоле силами 124 самолётов Пе-2 и Ил-2 270-й, 276-й бомбардировочных, а также 277-й и 281-й штурмовой авиадивизий. Их прикрывали истребители 275-й истребительной авиадивизии. В результате операции по советским данным на аэродромах было уничтожено 47 самолётов противника. По финским данным в результате налётов на аэродромы в Лаппенранте и Иммоле было уничтожено 17 самолётов, а ещё 18 были серьёзно повреждены и были отправлены в долгосрочный ремонт. При этом советская авиация потеряла 10 Ил-2 и 2 Пе-2, а также 3 истребителя.
Несмотря на значительные потери, нанесённые противнику, нейтрализовать финскую авиацию советским ВВС не удалось. Уже в ночь на 3 июля, всего через несколько часов после авиаударов по аэродромам, 38 финских бомбардировщиков нанесли массированный налёт по изготовившимся к атаке советским войскам в районе Иханталы и тем самым сорвали очередную попытку советских войск прорвать оборону противника на этом рубеже.

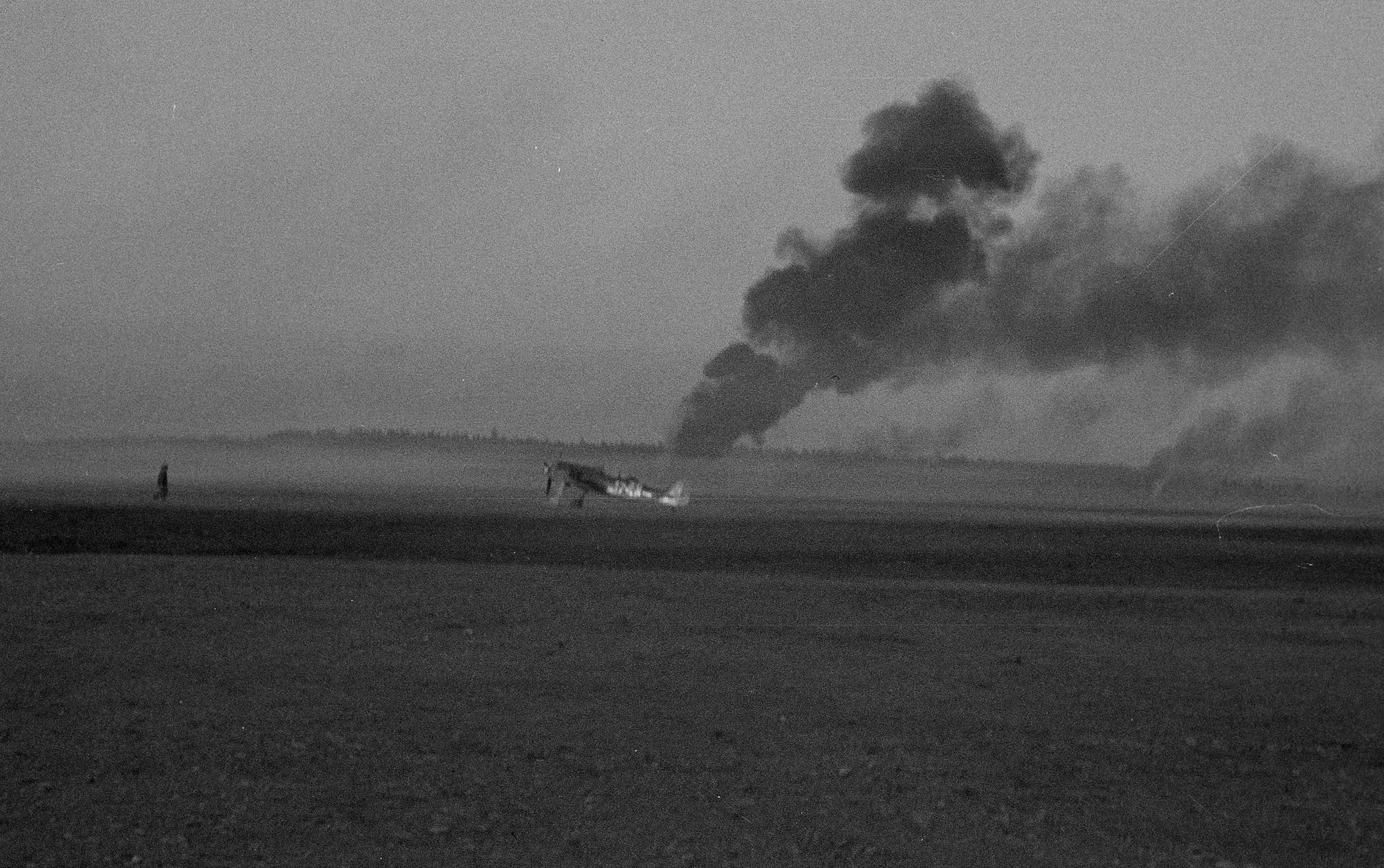
Уничтоженный в результате налёта советской авиации немецкий самолёт Focke-Wulf 190 на аэродроме Иммола, 2 июля 1944 г. Фотография из архива Сил обороны Финляндии (SA-kuva)

В последующие дни активность боевых действий в районе Иханталы стала постепенно угасать, а бои на других участках фронта (за острова Выборгского залива и в районе Вуосалми) достигли своего апогея. По этой причине финские ВВС были вынуждены действовать на всех трёх направлениях, но район Тали — Ихантала все равно оставался приоритетным до конца периода активных боевых действий. Так, за все время боёв бомбардировщики 4-го авиаполка сбросили на советские войска в районе Тали — Ихантала 345 тонн бомб из 730 тонн всего израсходованных бомб, а бомбардировщики группы «Кульмей» — 453 тонны бомб из израсходованных в общей сложности 709 тонн бомб.
Успешные действия авиации стали едва ли не главным фактором, обеспечившим финским войскам общую «оборонительную победу».
Финские данные о потерях ВВС Ленинградского фронта, возможно, значительно преувеличены. По советским данным за всю Выборгско-Петрозаводскую операцию авиация двух фронтов потеряла в общей сложности 311 боевых самолётов.

## Завершение операции на Карельском перешейке

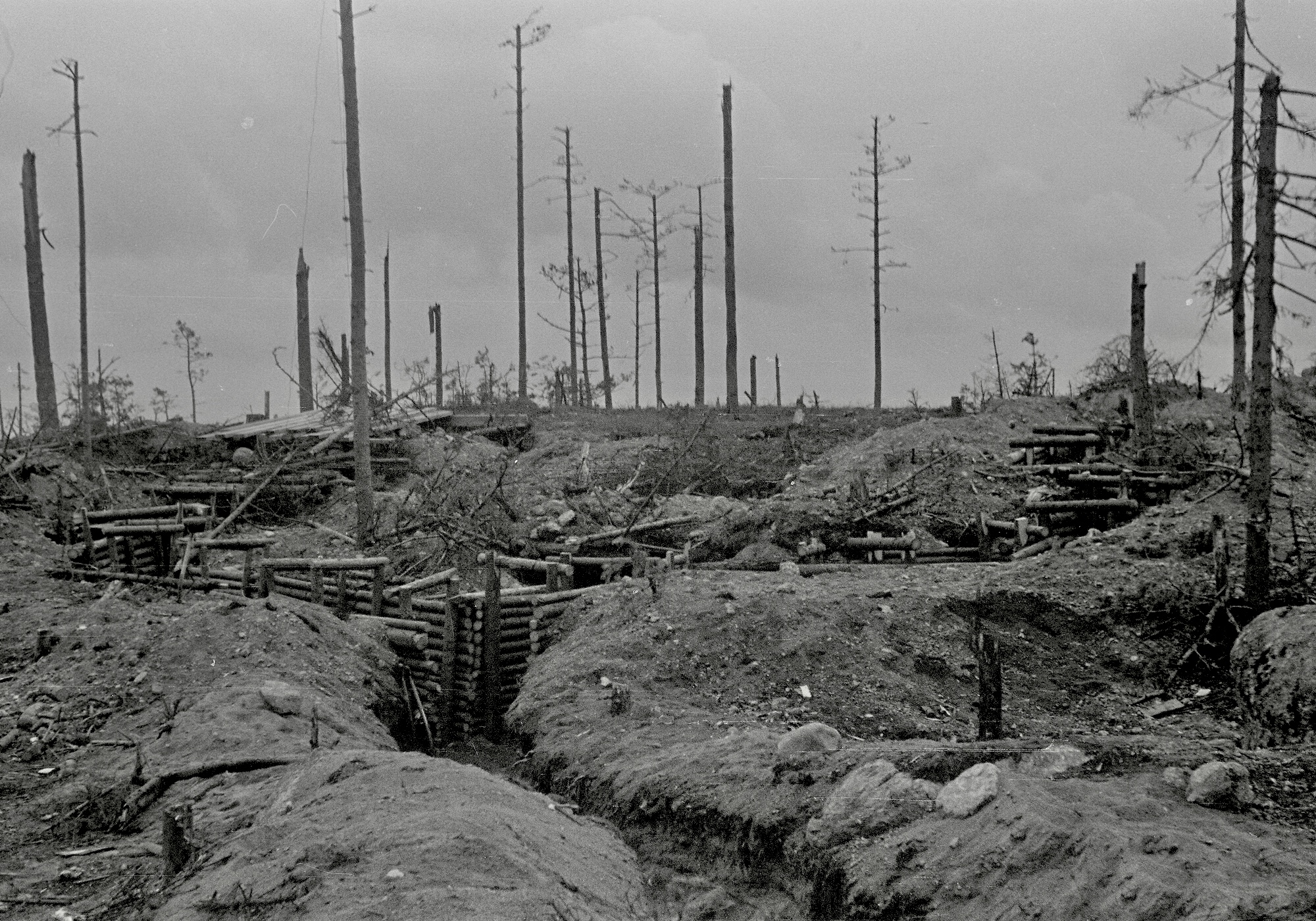
Финские оборонительные позиции в районе Ихантала в сентябре 1944 г. Фотография из архива Сил обороны Финляндии (SA-kuva)

Одновременно с продолжением фронтального удара по финским позициям в дефиле между Выборгским заливом и рекой Вуоксой советским командованием было принято решение осуществить манёвр с целью обхода основного оборонительного рубежа противника с флангов. Так, 20-25 июня Балтийским флотом, с привлечением части сил 59-й армии, была осуществлена операция по захвату островов Бьёркского архипелага, а 1—10 июля — десантная операция на острова Выборгского залива. Затем планировалось высадить десант на северное побережье Выборгского залива — во фланг и тыл финской группировки, занимавшей оборону севернее и северо-восточнее Выборга. Однако десантная операция на острова Выборгского залива закончилась лишь частичным успехом, а советские войска понесли неожиданно высокие потери. От десантной операции на северное побережье Выборгского залива пришлось отказаться. Не привели к решающему успеху и действия 23-й армии (Бои за Вуосалми). Наступление Ленинградского фронта окончательно застопорилось.
К середине июля на Карельском перешейке действовало до трёх четвертей всей финской армии. Финские войска занимали рубежи, которые на 90 % проходили по водным препятствиям, многие из которых имели ширину от 300 метров до 3 километров. Это позволило противнику создать в узких дефиле прочную оборону, а перегруппировка сил — иметь сильные тактические и оперативные резервы. В этих условиях продолжение наступления без привлечения дополнительных сил было бесперспективным. Не желая больше тратить силы и средства на явно второстепенном направлении, Ставка ВГК окончательно отказалась от планов продолжения наступления на Карельском перешейке.

В ходе этого наступления мы также познали, чем объяснялись победы русского оружия на немецком фронте. Сила военной техники русских крылась в массированном применении отборных войск и оборудования, против чего мы на местности в направлении Выборга, пригодной для действия танков и артиллерии, не могли устоять. Поскольку у нас не было в достатке бронетанковых сил и противотанкового оружия до тех пор, пока мы не получили из Германии довольно солидную партию противотанковых ружей, силами пехоты невозможно было бороться с танками… Когда же в нашем распоряжении появилось как тяжелое, так и легкое вооружение для борьбы с танками и бои шли на выгодной местности, мы убедились, что, несмотря ни на что, можно отбивать атаки противника, обладающего современным оружием.— Из воспоминаний К. Г. Маннергейма
13 июля по указанию Ставки ВГК войска левого крыла Ленинградского фронта перешли к обороне. Сразу же советское командование начало отвод войск с Карельского перешейка для переброски их на другие направления и, прежде всего, в Прибалтику. По финским данным, основанным на радиоперехватах переговоров командования Ленинградского фронта со Ставкой ВГК, маршал Л. А. Говоров просил И. В. Сталина не отводить войска и продолжить операцию, но получил ответ, что исход войны решается в Берлине, а не в Хельсинки.

## Потери

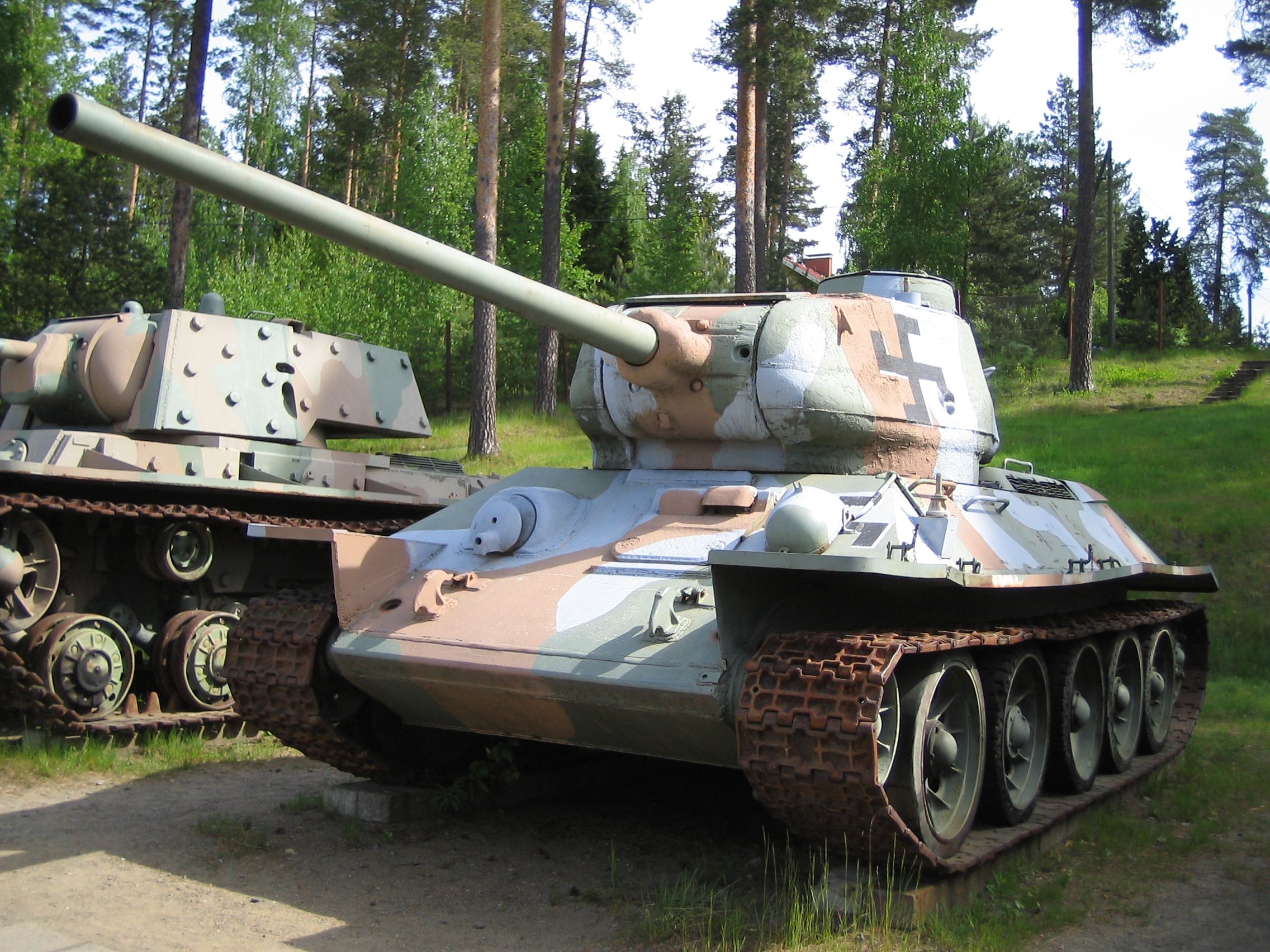
Танк Т-34-85, один из захваченных финнами летом 1944 г. на Карельском перешейке. Финский танковый музей, г. Парола

Официальных данных о потерях войск Ленинградского фронта в боях в конце июня — в начале июля на Карельском перешейке нет. В статистическом исследовании «СССР и Россия в войнах XX века» указаны потери 21-й и 23-й армий только за период с 10 по 20 июня. По оценки американского историка Д. Гланца потери советских войск на Карельском перешейке с 21 июня по 14 июля (включая потери 23-й, 59-й армии) составили около 30 тыс. человек. По финским данным потери советских войск в сражении составили от 18 до 22 тыс. человек убитыми и ранеными, а финской армии — более 8,5 тыс. человек.
Потери советских войск в технике по финским оценкам составили более 300 танков и 280 самолётов, по советским данным за всю Выборгско-Петрозаводскую операцию войска двух фронтов потеряли 294 танка и САУ и 311 боевых самолётов. Финским войскам удалось захватить некоторое количество советских танков и САУ, из них 7 Т-34-85 и 2 ИСУ-152 были отремонтированы и взяты на вооружение. Одна САУ ИСУ-152 была вскоре потеряна в бою, а остальные долгое время использовались финской армией, в том числе и после войны. Два Т-34-85 и ИСУ-152 до сих пор экспонируются в финском танковом музее в городе Парола.

## Итоги
В официальной советской и российской историографии боевые действия Ленинградского фронта после освобождения Выборга не имеют устоявшегося обозначения и описываются очень кратко. Например, в 12-томной энциклопедии «Великая Отечественная война 1941—1945 годов», изданной Министерством обороны России в 2011—2015 годах, боевые действия на Карельском перешейке в конце июня — в начале июля 1944 г. описаны четырьмя абзацами. При этом, как правило, результаты этих боёв указываются с учётом успехов, достигнутых во всей Выборгской операции. В некоторых изданиях советского периода открыто признавался тот факт, что наступление Ленинградского фронта не достигло поставленной цели.

В результате более чем трехнедельных наступательных действий — с 21 июня по середину июля — войска правого крыла Ленинградского фронта не смогли решить те задачи, которые на них были возложены директивой Ставки Верховного Главнокомандования от 21 июня 1944 г. Войскам фронта не удалось выдвинуться к государственной границе с Финляндией и полностью очистить территорию Карельского перешейка от противника. Финское командование путём переброски дополнительных сил приостановило наступление советских войск в глубь Финляндии со стороны Карельского перешейка.
Тем не менее, несмотря на неудачу на заключительном этапе наступления, достигнутый советскими войсками результат во всей Выборгской операции значительно ухудшил военно-политическое положение Финляндии и заставил более активно искать пути выхода из войны.
В финской историографии, а также ряде западных исследований существует кардинально другой подход к оценке результата боевых действий на Карельском перешейке летом 1944 г. Считается, что финские войска, одержав ряд «оборонительных побед», остановили советское наступление, что позволило Финляндии избежать безоговорочной капитуляции, заключить мир на приемлемых условиях и, тем самым, сохранить свою национальную независимость. По этой причине сражение при Тали — Ихантала как главная из «оборонительных побед» занимает центральное место в описании боевых действий и называется «величайшем сражении в истории Скандинавии», которое превосходило по своим масштабам широко известную битву при Эль-Аламейне. Вместе с тем, в финской историографии существуют и более взвешенные оценки этих событий.

Мало-помалу в финской военной литературе отражение советского наступления на Карельском перешейке стали изображать настоящей победой… Однако для современников тех событий итог сражений виделся в куда более мрачном свете. Во-первых, в июле-августе 1944 г. никто ещё не мог знать, что худшее осталось позади. Во-вторых, поддержка немцев вооружениями и авиацией в боях была столь существенной, что многие финны считали немцев своими великими избавителями. В-третьих, в ходе боев погибли 12 тысяч финских солдат, а Карельский перешеек был потерян. Последнее обстоятельство лучше всего отрезвляло от опьянения пышным «победным» красноречием.— Финский историк Х. Мейнандер.

### Документы
- Русский архив: Великая Отечественная. Ставка ВГК. Документы и материалы. 1944-1945. — М.: Терра, 1999. — Т. 16 (5–4). — 368 с. — ISBN 5–300–01162–2.

### Директивы Ставки Верховного Главнокомандования
- Директива Ставки ВГК № 220119 от 21.06.1944 г.
- Директива Ставки ВГК № 220121 от 22.06.1944 г.

### Мемуары
- Маннергейм, Карл Густав Эмиль. Мемуары. — М.: Вагриус, 2003. — 573 с. — ISBN 5-9560-0053-8.
- Борщёв С.Н. От Невы до Эльбы. — Л.: Лениздат, 1973. — 438 с.
- Иноземцев  Н. Н. Фронтовой дневник. — М.: Наука (ППП Тип. Наука), 2005. — 517 с. — ISBN 5-02-033772-2.

## Отражение в искусстве

### Кинематограф
- «Тали — Ихантала 1944» — финский художественный фильм 2007 года.